# 白楊-棉花中心 (加利福尼亞州)
白楊-棉花中心（英語：Poplar-Cotton Center）是位於美國加利福尼亞州圖萊里縣的一個人口普查指定地區。

## 地理
白楊-棉花中心的座標為36°03′14″N 118°08′41″W / 36.05389°N 118.14472°W，而該地最高點為海拔高度100米（即328英尺）。

## 人口
根據2010年美國人口普查的數據，白楊-棉花中心的面積為3.324平方千米，當中陸地面積為3.324平方千米，而水域面積為0.000平方千米。當地共有人口2470人，而人口密度為每平方千米743人。